# Annette Hanshaw
Annette Hanshaw est une chanteuse de jazz américaine, née à New York le 18 octobre 1901, morte à New York le 13 mars 1985.

## Biographie
Elle commence sa carrière de chanteuse en 1917, à 16 ans. Mais elle doit encore attendre 1926, et ses 25 ans, pour pouvoir enregistrer son premier disque pour Pathé Records. Elle connaît vite le succès ensuite et reste très populaire dans les années 1920 et 1930, notamment grâce à la radio.
Elle enregistre également sous de nombreux pseudonymes : Ethel Bingham, Gay Ellis, Marion Lee, Dot Dare, Janet Shaw, Patsy Young, Lelia Sandford...
Elle réalise ses derniers enregistrements en février 1934.
Sa chanson We Just Couldn't Say Goodbye de 1932 (YouTube) fut reprise par beaucoup d'autres artistes (liste non exhaustive) dont Diana Krall en 2012 (YouTube).
Annette Hanshaw se marie deux fois. En 1929, elle épouse Herman Rose, producteur chez Pathé Records. Après la mort de ce dernier en 1954, elle se remarie avec Herb Kurtin.
Elle meurt en 1985 à New York, d'un cancer, à l'âge de 83 ans.

## Discographie
CD
- Twenties Sweetheart, Jasmine Music, 1995
- 1928-29, Sensation, 2000
- 1929-30, Sensation, 2001
- Girl Next Door 1927-1932, Take Two Records, 2005
- Ain't She Sweet, Sounds of Yesteryear, 2007
- My Inspiration is You, Sounds of Yerteryear, 2009
- I've Got a Feeling I'm Falling, Sounds of Yesteryear, 2009

## Cinéma
- 1933 : Captain Henry's Radio Showboat, film réalisé par inconnu, IMDb (disponible sur YouTube)
- 2008 : Sita Sings the Blues, film d'animation réalisé par Nina Paley, IMDb